# Лоренсвил (Вирџинија)
Лоренсвил (енгл. Lawrenceville) град је у америчкој савезној држави Вирџинија. По попису становништва из 2010. у њему је живело 1.438 становника.

## Демографија
Према попису становништва из 2010. у граду је живело 1.438 становника, што је 163 (12,8%) становника више него 2000. године.
| Група             | 2000.       | 2010.         |
| Белци             | 422 (33,1%) | 282 (19,6%)   |
| Афроамериканци    | 824 (64,6%) | 1.106 (76,9%) |
| Азијати           | 3 (0,2%)    | 8 (0,6%)      |
| Хиспаноамериканци | 18 (1,4%)   | 26 (1,8%)     |
| Укупно            | 1.275       | 1.438         |